# Cmentarz żydowski w Nowym Mieście Przemyskim
Cmentarz żydowski w Nowym Mieście Przemyskim – został założony przypuszczalnie po powstaniu w Nowym Mieście samodzielnej gminy żydowskiej w połowie XIX w., aczkolwiek dokładna data nie jest znana. Stan zachowania cmentarza nie jest znany. Jest położony w zachodniej części miejscowości.